# Kelley Puckett
Kelley Puckett est un écrivain de comic book américain né en 1961. Il a travaillé essentiellement pour DC Comics et ses labels. Il est connu pour avoir co-créé les personnages de Cassandra Cain et Connor Hawke.

## Biographie
Kelley Puckett commence à travailler pour l'éditeur DC Comics au début des années 1990. Après avoir co-écrit la série The Question Quarterly en tant que co-auteur de Dennis O'Neil, il se voit confier l'écriture de la série The Batman Adventures qu'il écrit de 1993 à 1997. En 1994, lors d'un travail sur la série Green Arrow, il crée Connor Hawke avec l'artiste Jim Aparo. Le personnage est le fils d'Oliver Queen et le deuxième personnage à porter le nom de Green Arrow dans la série de bandes dessinées du même nom.
À la fin des années 1990 et au début des années 2000, il travaille en tant que rédacteur en chef des séries Detective Comics, Nightwing et Green Arrow ainsi que de divers projets spéciaux tels que le one shot Batman / Phantom Stranger. Parmi les auteurs dont il a édité le travail se trouvaient Chuck Dixon, Alan Grant et Devin Grayson.
De 2000 à 2003, Puckett est le scénariste de la série Batgirl, illustrée par Damian Scott. L'héroïne principale, Cassandra Cain, a été créée par Puckett dans une histoire de Batman en 1999.

## Publications
- - Batgirl no 1 à 19, 21 à 25, 27 à 29, 33-37
  - Batman & Robin Aventures no 24
    - Batman & Robin Aventures: Subzero no 1

  - Batman Adventures Vol. 1 no 1 à 35
  - Batman Chronicles no 12, 35
  - Batman Secret Files and Origins no 1
  - Batman Villains Secret Files and Origins no 1
  - Batman no 566-567
  - Batman/Nightwing: Bloodborne no 1
  - Batman: Batgirl
  - Batman: Batgirl, Vol. 2 no 1
  - Batman: Gotham Aventures no 13
    - Batman: Gotham City Secret Files and Origins no 1

  - Batman: Mask of the Phantasm - The Animated Movie no 1
  - Batman: No Man's Land Secret Files and Origins no 1
  - Captain Atom no 51
  - Cartoon Network Action Pack no 55
  - Comet Annual  Vol. 2 no 1
  - DC Comics Presents: Batman Adventures no 1
  - DCU Infinite Holiday Special no 1
  - Detective Comics no 634, 734
  - Green Arrow Vol. 2 no 0, 91-92
  - Kinetic no 1-8 (2004)
  - Legends of the DC Universe no 6, 10-11
  - Question Quarterly no 5
  - Showcase '96 no 6
  - Supergirl Vol. 5 no 23 à 29, 31-32 (2007-2008)
  - Superman & Batman Magazine no 1-2, 4, 6
  - Superman Adventures no 47